# Melanaspis saccharicola
Melanaspis saccharicola är en insektsart som först beskrevs av Costa Lima 1934.  Melanaspis saccharicola ingår i släktet Melanaspis och familjen pansarsköldlöss. Inga underarter finns listade i Catalogue of Life.